# Colin Hoyle
Colin Hoyle (sinh ngày 15 tháng 1 năm 1972) là một cựu cầu thủ bóng đá chuyên nghiệp người Anh.
Ông khởi đầu ở Arsenal, nhưng không bao giờ được thi đấu cho đội một. Sau khi được cho mượn tại Chesterfield, ông thi đấu cho Barnsley, Bradford City, Notts County, Mansfield Town (mượn), King's Lynn, Boston United, Burton Albion, Nuneaton Borough (mượn), Halifax Town, Burton Albion (mượn), Dagenham & Redbridge (mượn), Burton Albion (mượn), Burton Albion, Worcester City, Ilkeston Town và Gresley Rovers. Bây giờ ông là trợ lý huấn luyện viên và huấn luyện viên đội một tại đội bóng non-league Mickleover Sports.